# Catedral de São Miguel e Santa Gudula

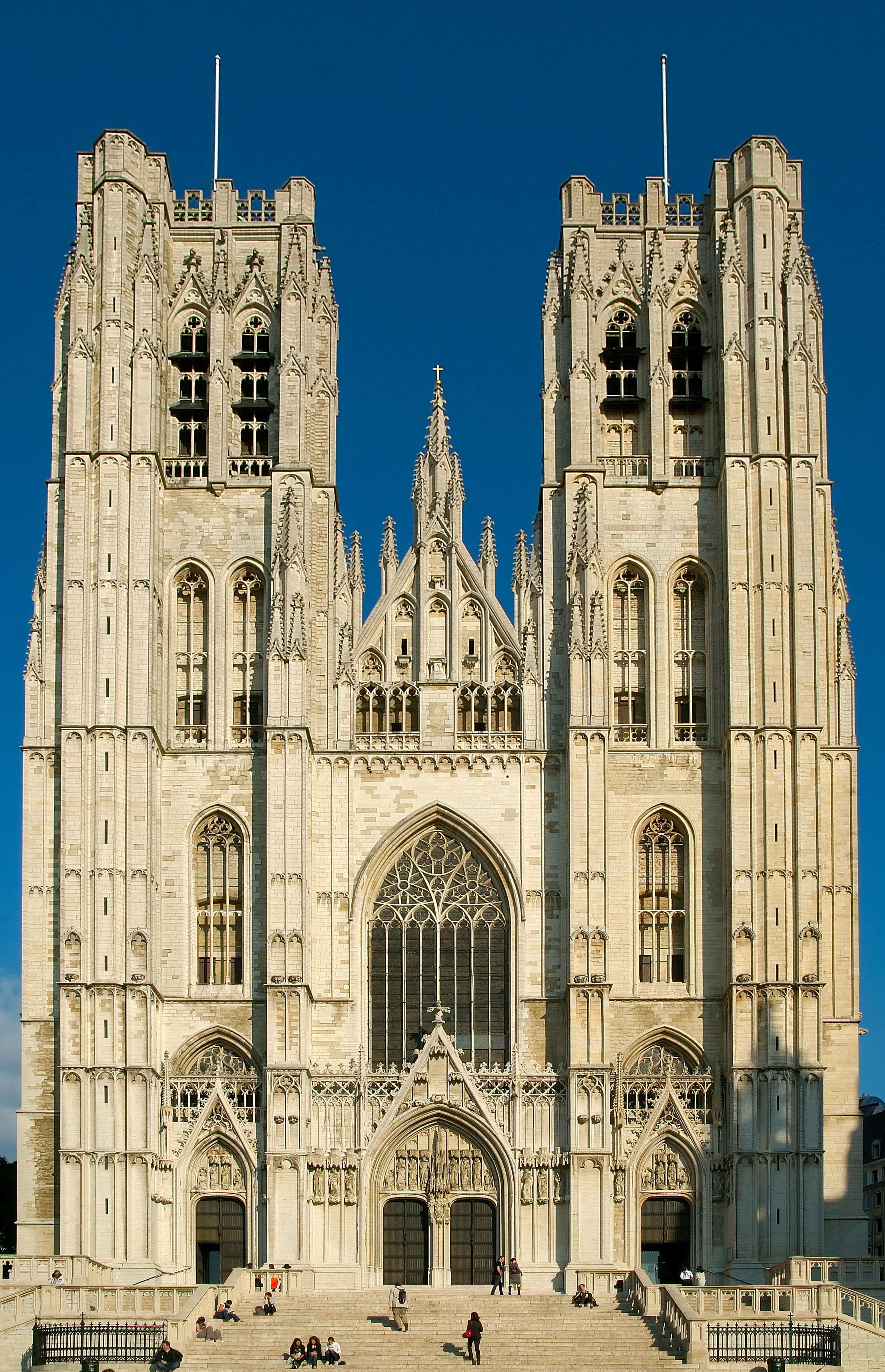
Catedral de St. Michael e St. Gudula.

A Catedral de São Miguel e Santa Gudula (em francês: Co-Catedral collégiale des Ss-Michel et Gudule, em Holandês: Collegiale Sint-Michiels-en Sint-Goedele-co-kathedraal) é uma igreja católica romana localizada no monte Treurenberg, em Bruxelas, na Bélgica. Ela serve como o co-catedral da Arquidiocese de Malines-Bruxelas.

## História
Em 1047, Lamberto II de Lovaina fundou um capítulo nesta igreja e organizou o transporte das relíquias de Santa Gudula, abrigado antes disso, na Igreja de São Gaugérico, na ilha de Saint-Géry. Os santos padroeiros da igreja, São Miguel Arcanjo e a mártir Santa Gudula, são também padroeiros da cidade de Bruxelas. No século XIII, a catedral foi renovada em estilo gótico. O coro foi construído entre 1226 e 1276. A fachada foi concluída em meados do século XV.

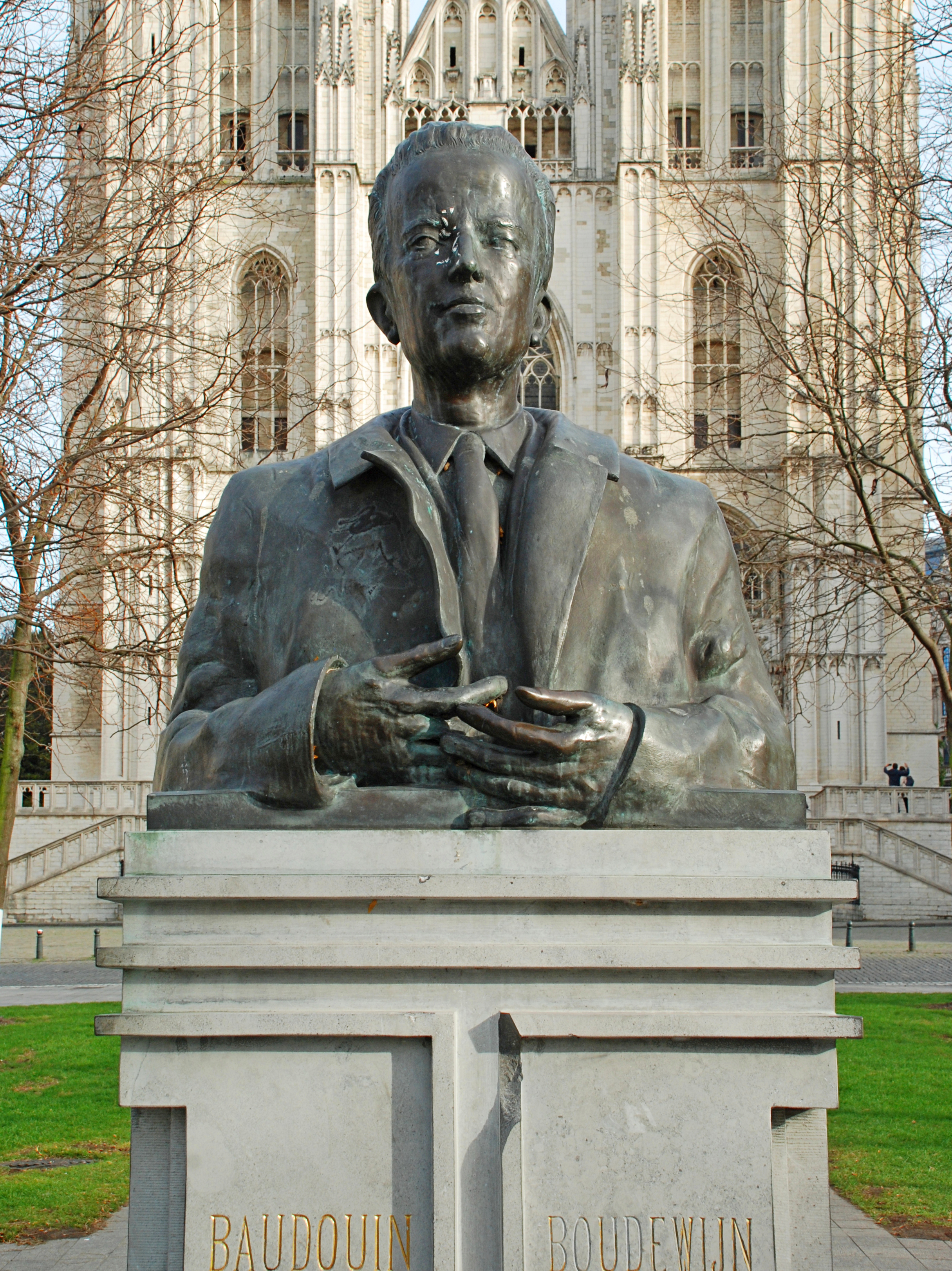
Estátua do Rei Balduíno em frente à Catedral.

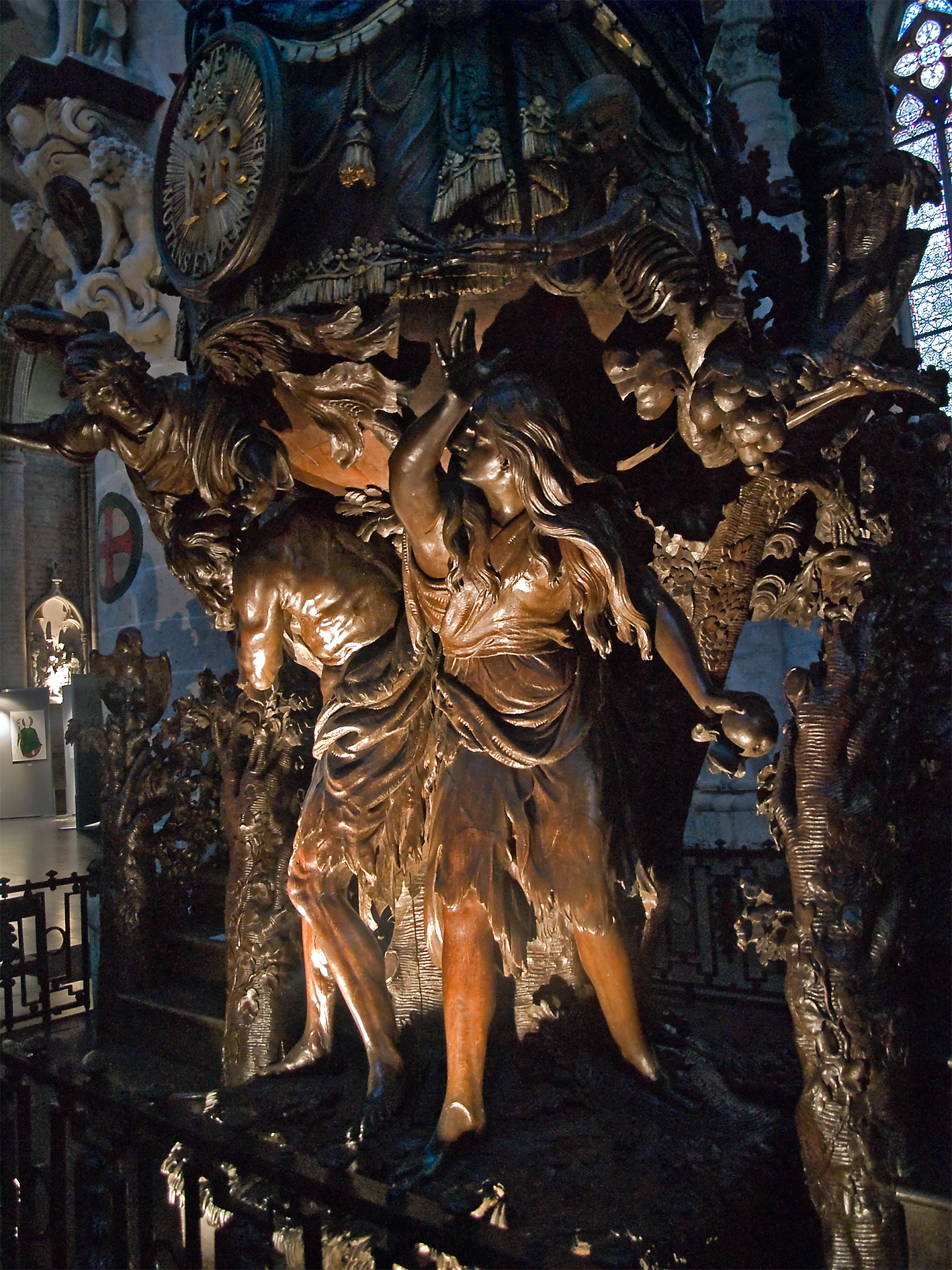
Adão e Eva expulsos do Jardim do Éden, detalhe do púlpito